# NGC 5391
NGC 5391 is een niet-bestaand object in het sterrenbeeld Jachthonden. Het hemelobject werd op 16 juni 1884 ontdekt door de Amerikaanse astronoom Lewis A. Swift.